# أمان أباد (فيروزة)
أمان‌ أباد (بالفارسية: امان‌آباد) هي قرية تقع في قسم تخت جلغة الريفي (مقاطعة فيروزة) في إيران. يقدر عدد سكانها بـ 273 نسمة .